# 即刻救援3
《即刻救援3》（英語：Taken 3）是一部2014年法國、西班牙及美國合拍的動作驚悚片，2012年電影《即刻救援2》的續集，以及《即刻救援》系列電影的第三部兼最後一部作品。電影由奧利維爾·米加頓執導，盧·貝松監製並與勞勃·馬克·卡門共同擔任編劇，主演陣容包括連恩·尼遜、佛瑞斯·惠特克、瑪姬·格蕾斯、芳姬·詹森、道格瑞·史考特、山姆·斯普魯爾、勒蘭德·奥瑟、瓊·葛茲和大衛·華沙斯基。電影劇情講述布萊恩·米爾斯（Bryan Mills，尼遜飾演）遭誣陷犯下一起謀殺案，導致他遭到警方全面追捕；布萊恩得使出渾身解數，及時洗刷冤名並抓出幕後真兇。
《即刻救援3》2014年12月16日先在德國上映，2015年1月9日在美國上映，法國則在2015年1月21日上映。本片全球票房達3.26億美元，但影評界普遍給予負面評價。

## 劇情
退休的中央情報局探員布萊恩·米爾斯探望女兒琴，並提前送上一份生日禮物。在一次尷尬的拜訪之後，他邀請前妻蕾娜共進晚餐。儘管她拒絕，但後來還是出現在布萊恩的公寓，訴苦自己婚姻問題，但她表示想讓這一切順利進行。後來，她的丈夫史都華告訴布萊恩永遠別與自己的妻子見面。此期間，史都華秘密使用布萊恩的手機安排與蕾娜的會面，使其看起來像是布萊恩所發送，然後又刪除了該訊息。
隔天早上，布萊恩收到蕾娜發來的簡訊，要求見面吃早餐。當布萊恩回到家時，卻發現了蕾娜遭人割喉並死在自己的床上。兩名洛杉磯警察局員警立即出現逮捕布萊恩，但他制伏對方並逃跑，其他員警們追趕在後，最後透過一間車庫底下的下水道系統甩開他們。與此同時，洛杉磯警察局的法蘭克·多茲勒督察接手此案，審查了布萊恩的神秘背景。
布萊恩撤退到一間配備武器和監視電子設備的安全屋。他追溯了蕾娜前往加油站的最後身影，並取得了監視器錄影，並發現她遭手上有獨特紋身的男子綁架。賈西亞和史密斯警探前來逮捕他，但布萊恩劫持了警車，並將電話記錄從洛杉磯警察局資料庫下載到隨身碟上。在蕾娜的葬禮上，布萊恩透過隱藏在朋友山姆西裝中的攝影機聯繫了琴，並指示她「照常生活」。布萊恩在學校安排稍後與她會面，並移除了多茲勒在她身上植入的竊聽器。琴透露自己懷有身孕，並補充史都華表現得很害怕，並僱用了保鑣。多茲勒一夥來到學校抓人，但被布萊恩逃脫。
布萊恩跟蹤史都華的車輛，但一輛SUV伏擊了他，導致車子被逼下懸崖。布萊恩倖存下來，劫持了另一輛車，並跟隨攻擊者來到路邊的一家酒品店。布萊恩殺死了這些人，然後綁架史都華並使用水刑審問。史都華承認，自己的前商業夥伴、前俄罗斯特种部队隊員奧列格·馬蘭科夫因史都華欠錢而殺死了蕾娜；出於嫉妒，史都華向馬蘭科夫揭露了布萊恩的身份，藉此將謀殺嫁禍給布萊恩。
在琴、老同事山姆、馬克和柏尼以及緊張的史都華的幫助下，布萊恩進入了馬蘭科夫戒備森嚴的頂樓公寓。布萊恩殺死了馬蘭科夫的守衛們，並與馬蘭科夫本人對決；身受重傷的馬蘭科夫醒悟，自己和布萊恩原來都被史都華玩弄：史都華為了1200萬美元人壽保險單的商業交易，策劃了謀殺蕾娜，並陷害布萊恩。馬蘭科夫補充，史都華讓自己與布萊恩互相殘殺，這樣自己就能將保險金自留、不必還給馬蘭科夫。
馬蘭科夫最後因傷勢過重而亡。與此同時，史都華綁架了琴，並打算帶著錢逃跑。在警方的追捕下，布萊恩開著馬蘭科夫的保時捷抵達機場，而史都華的私人飛機正準備起飛。布萊恩開著車子撞毀了飛機的起落架，並制伏了史都華。布萊恩聽取了琴的請求，沒有殺死史都華；但布萊恩提出警告，如果他逃過司法或獲得減刑，將會受到報復。多茲勒和洛杉磯警察局到場並逮捕了史都華，並將清白還給了布萊恩。
事後，布萊恩與琴及其男友吉米見面；琴表示，如果自己的孩子是女孩，想用蕾娜的名字為孩子命名。

## 演員
- 連恩·尼遜飾演布萊恩·米爾斯（Bryan Mills）
- 佛瑞斯·惠特克飾演法蘭克·多茲勒督察（Inspector Frank Dotzler）
- 瑪姬·格蕾斯飾演琴·米爾斯（Kim Mills）
- 芳姬·詹森飾演蕾娜·米爾斯-聖約翰（Lenore Mills-St John）
- 道格瑞·史考特飾演史都華·聖約翰（Stuart St. John）
- 山姆·斯普魯爾飾演奧列格·馬蘭科夫（Oleg Malankov）
- 勒蘭德·奥瑟（英语：Leland Orser）飾演山姆·吉羅伊（Sam Gilroy）
- 瓊·葛茲飾演馬克·凱西（Mark Casey）
- 大衛·華沙斯基（英语：David Warshofsky）飾演柏尼·哈里斯（Bernie Harris）
- 瓊尼·威斯頓飾演吉米（Jimmy）
- 唐納·哈維（英语：Don Harvey (actor, born 1960)）飾演賈西亞警探（Detective Garcia）
- 戴倫·布魯諾飾演史密斯警探（Detective Smith）
- 艾爾·斯帕恩扎（英语：Al Sapienza）飾演強森警探（Detective Johnson）

## 反響

### 票房
《即刻救援3》在北美的票房收入為8930萬美元，在其他地區的票房收入為2.36億美元，全球票房收入為3.26億美元，而預算為4800萬美元。
在北美，《即刻救援3》首映當天票房收入為1470萬美元（包括預映），是1月上映的電影中票房收入第四高的電影，僅次於2015年的《美國狙擊手》（3050萬美元）、2008年的《科洛弗檔案》（1716萬美元）和2012年的《心魔》（1680萬美元）。本片在首映週末以3920萬美元登上當週票房冠軍，符合外界預估的3800萬至3900萬美元，使其成為《即刻救援》系列中第二高的首映票房，僅次於《即刻救援2》（4900萬美元），也是歷史上第四高的1月份票房成績，僅次於《美國狙擊手》（8920萬美元）、《龍兄唬弟》（4150萬美元）及《科洛弗檔案》（4010萬美元）。
在北美以外，本片在美國首映前一週在韓國和香港上映，分別獲得800萬美元和127萬美元的票房收入，總票房為934萬美元。其中，香港首周四天收获941万港币居冠。次周收入560万蝉联冠军。在北美以外的實際首映週末，本片排名第二，僅次於《博物馆奇妙夜3》，在36個市場的4730個銀幕上獲得了4100萬美元的票房。《即刻救援3》還在台灣、馬來西亞、新加坡和泰國上映首週排名第一。其中，台灣首週三天票房為新台幣6000萬元；次週票房累計至新台幣1.2億元；第三週票房累計至新台幣1.55億元；第四週票房累計至新台幣1.7億元；最終全台票房為新台幣1.77億元。
本片在英國首映票房為550萬美元，在德國首映票房為440萬美元，在俄羅斯首映票房為220萬美元，在菲律賓首映票房收入為250萬美元（成為二十世紀福斯史上第二高的首映票房），在西班牙首映票房票房為120萬美元。中国大陆首周三天取得1.095亿人民币列第三位，次周收8200万蝉联第三，最终成绩为2.066亿。

### 評價
《即刻救援3》在影評界收穫的評價以負面居多，成為三部曲中口碑最差的一部；動作場面、剪輯、導演和情節受到批評，但演員的表現獲得肯定。在爛番茄網站上基於124篇評論，新鮮度13%，平均得分3.7／10；該網站共識：「受到毫無力道的PG-13動作戲、不連貫的劇情走向以及老套的情節，《即刻救援3》發出了這系列早就該退休的明確警訊。」在Metacritic上，電影根據30位影評的打分而獲得26分（滿分100），代表「整體不佳的評價」。
據CinemaScore的調查，從A+到F間，觀眾給本片的平均分數為「B+」，與前集相同。